# Saint-Roman-de-Malegarde
Saint-Roman-de-Malegarde is een gemeente in het Franse departement Vaucluse (regio Provence-Alpes-Côte d'Azur) en telt 279 inwoners (2005). De plaats maakt deel uit van het arrondissement Carpentras.

## Geografie
De oppervlakte van Saint-Roman-de-Malegarde bedraagt 8,2 km², de bevolkingsdichtheid is 34,0 inwoners per km².
De onderstaande kaart toont de ligging van Saint-Roman-de-Malegarde met de belangrijkste infrastructuur en aangrenzende gemeenten.

## Demografie
Onderstaande figuur toont het verloop van het inwonertal (bron: INSEE-tellingen).